# Камєнєва Марія Андріївна
Камєнєва Марія Андріївна (рос. Мария Андреевна Каменева; нар. 27 травня 1999) — російська плавчиня.
Чемпіонка світу з плавання на короткій воді 2016 року, призерка 2018 року.
Чемпіонка Європи з водних видів спорту 2018 року, призерка 2020 року.
Чемпіонка Європи з плавання на короткій воді 2019 року, призерка 2017 року.
Призерка літньої Універсіади 2017 року.